# Gunnar Lemvigh
Gunnar Jacob Henrik Holger Lemvigh (* 28. März 1909 in Kopenhagen; † 8. November 1979 in Hellerup) war ein dänischer Schauspieler.

## Leben und Wirken
Gunnar Lemvigh wuchs in Kopenhagen auf. Nach seinem Schulabschluss absolvierte er von 1927 bis 1931 seine Schauspielausbildung an der Eleveskole des Königlichen Theaters Kopenhagen, wo er im Jahr 1931 als Darsteller auch sein Bühnendebüt hatte.
Er wirkte im Laufe seiner Karriere in zahlreichen Theaterstücken, Varieté-Shows, Kabarett-Programmen und in Musicals mit, so auch am Aarhus Teater, am Odense Teater, am Folketeatret, am Theater Helsingør, am Nørrebro-Theater oder am Frederiksberg-Theater. Am Theater spielte er oftmals unter der Regie von Stig Lommer. Er trat als Bühnendarsteller auch mehrmals im Kopenhagener Vergnügungspark Tivoli auf. Als Schauspieler vor der Kamera wirkte Lemvigh von 1933 bis 1979 in mehr als 80 Film-und-Fernsehproduktionen mit. Zudem führte er bei vier Spielfilmen die Regie.
Lemvigh war zweimal verheiratet und hatte keine Kinder. In zweiter Ehe war er ab dem 30. März 1962 bis zu seinem Tod mit der Schauspielerin Lise Panduro (1927–2003) verheiratet. Er starb im November 1979 im Alter von 70 Jahren im Kopenhagener Vorort Hellerup. Seine Grabstätte befindet sich auf dem Bispebjerg-Kirkegard.

## Filmografie (Auswahl)
- 1964: Jungfernstreich
- 1966: Kleine Sünder – große Sünder
- 1966: Tugend läuft Amok (Dyden går amok)
- 1967: Sünder überall
- 1970: Rend mig i revolutionen
- 1971: Oh, diese Mieter! (Fernsehserie, 2 Folgen)